# Astudillo
Astudillo è un comune spagnolo di 1 253 abitanti situato nella comunità autonoma di Castiglia e León.